# أزهار حميد السدران
أزهار حميد علي السدران الدليمي، (مواليد 1991)، هي طبيبة اخصائية عراقية، متخصصة في طب وجراحة الأسنان، وعضو في مجلس النواب العراقي لسنة 2021.

## حياتها ودراستها
ولدت أزهار في مدينة الرمادي مركز محافظة الأنبار في عام 1991، حاصله على شهادة البكالوريوس في طب الأسنان - جامعة الانبار في عام 2014، عملت بعد التخرج في مركز العامرية التخصصي - بغداد في عام 2015، ثم عملت في مركز الإخاء بعامرية الفلوجة - الانبار، وبعدها في مركز صحي البوذياب - مدينة الرمادي، وفي مركز الصحي (السورة) - مدينة الرمادي، وكانت مديرة المركز الصحي في الإسكان - الرمادي.

## العضوية
- عضو في مجلس النواب العراقي.[1]
- عضو في اللجنة النيابية للصحة والبيئة.[3]
- عضو في حركة حزب تقدم التابع لـ محمد الحلبوسي.

## المشاركات الدولية والمحلية
- شاركت في مؤتمر الإمارات الدولي لطب الاسنان ومعرض طب الاسنان (AEEDC) المنعقد في دبي.[4]
- شاركت في دورة (GB) (العنف القائم على اساس النوع الاجتماعي التابعة لمنظمة (PU1) الفرنسية)
- شاركت في دورة (Basic MHPSS) (اساسيات الصحة النفسية والدعم النفسي الاجتماعي التابعة لمنظمة (PUI))